# Bursera tomentosa
Bursera tomentosa là một loài thực vật có hoa trong họ Burseraceae. Loài này được (Jacq.) Triana & Planch. mô tả khoa học đầu tiên năm 1872.